# 李輝宰
李輝宰（：／ I Hui Jae；1972年12月29日—）本名為李永宰（／ I Yeong Jae），是韓國知名喜劇演員及主持人。2015 KBS演藝大獎大賞得主。

## 個人生活
李輝宰人緣極好，從體育界到演藝界、主持界都擁有一大票好友!他與韓國「國民主持」劉在錫有超過20年的好交情，是劉在錫時常掛在嘴邊的合拍摯友，2008年受邀擔任劉在錫與主播羅京恩的婚禮司儀。
2010年12月5日，李輝宰與文貞媛在首爾凱悅酒店舉行婚禮。2013年3月15日，雙胞胎李瑞焉及李瑞浚出生。自2013年9月19日開始，舉家參與KBS2親子節目《快樂星期天－超人歸來》。超人歸來的出演讓擁有將近20年演藝生涯的他終於踏上高峰，並在2015年KBS演藝大獎中獲得最高榮譽-大賞。

## 電視劇
- 1996年：KBS《報告長官》
- 2016年：JTBC《老婆這週要出牆》客串

## 綜藝節目
- 2008年：MBC《我們結婚了》與趙茹珍（9-17回，共9回）
- 2008年4月6日－2014年6月22日：SBS《挑戰千曲》
- 2008年5月25日－2014年11月22日：MBC《改變世界的Quiz（朝鲜语：세상을 바꾸는 퀴즈）》
- 2010年7月18日－2011年5月1日：英雄豪杰
- 2013年4月7日－2015年8月30日：JTBC《醫生的勝負（朝鲜语：닥터의 승부）》
- 2013年4月10日－2017年3月9日：KBS2《維他命（朝鲜语：비타민 (텔레비전 프로그램)）》
- 2013年9月19－21日、11月3日－2018年4月8日：KBS2《快樂星期天（朝鲜语：해피선데이）－超人歸來》
- 2014年1月6日、1月13日：SBS《Healing Camp》
- 2014年4月1日－6月17日：Y-STAR（朝鲜语：Y-STAR）《夫婦現實鑑定SHOW（朝鲜语：부부감별쇼 리얼리?）》
- 2015年7月13日、7月20日：SBS《Healing Camp》
- 2016年2月10日、3月30日－8月17日：SBS《Vocal 戰爭：神的聲音》
- 2018年6月5日至今：TV朝鮮《妻子的味道》
- 2018年11月30日－2019年2月15日：MBN《捐獻 and Take 請買吧》

## 主持
- 2012年12月31日：MBC《歌謠大慶典》MC 與徐玄、Boom、李準
- 2014年12月26日：KBS《歌謠盛典》MC 與玉澤演、潤娥
- 2015年12月30日：KBS《歌謠盛典》MC 與玉澤演、Hani
- 2016年12月24日：KBS《KBS演藝大獎》MC與惠利、柳熙烈
- 2016年12月31日：SBS《SBS演技大獎》MC 與張根碩、珉雅

## 音樂劇
- 2006年：《前進！威基基兄弟》主演

## 外部連結
- 李輝宰 （页面存档备份，存于）在Daum Cafe的頁面
- 李輝宰的Instagram帳戶